# 阿部菜渚美
阿部 菜渚美（あべ ななみ、1996年4月13日 - ）は、日本の女性ファッションモデル、女優。
千葉県出身。アミューズを経てテンカラット所属。

## 略歴
- 2010年、ファッション雑誌『Seventeen』の専属モデルオーディション「ミスセブンティーン2010」に応募者5,575人の中から北山詩織、西野実見、三吉彩花、森川葵と共にグランプリに選ばれる。同年8月18日に東京都の両国国技館で開催された読者招待イベント「セブンティーン夏の学園祭」で、読者にお披露目された[4]。
- 2011年秋頃、デビューしてから1年程フリーの状態が続いた後、正式にアミューズに所属[5]。同年11月、『11人もいる!』のゲスト出演で、ドラマ初出演。
- 2017年『週刊ヤングジャンプ』7号の表紙、巻頭グラビアに登場。青年向け雑誌初登場を果たす[6]。

## 人物
- 4月生まれであることから菜の花の「菜」、両親が好きな海に因んだ「渚」、苗字が2文字であることから「美」をつけ、「菜渚美」と名づけられた[7]。兄がいるhttps://twitter.com/kento11270326[3]。
- 趣味は買い物[1]。
- ミスセブンティーン2010に選ばれる1年前（2009年9月）、『nicola』に読者モデルとして登場していた。

## 出演

### テレビドラマ
- 11人もいる! 第3話（2011年11月4日、テレビ朝日） - 森園レイカ 役
- アゲイン!!（2014年7月 - 9月、毎日放送） - ヒトミ 役
- ホテルコンシェルジュ 第9話・最終話（2015年9月15日・22日、TBS） - 有森由真 役
- ラブホの上野さん 第1話・第11話（2017年1月19日・3月29日、フジテレビ） - ななみ 役

### その他テレビ番組
- TOKYO RUN（2018年5月17日、フジテレビ）
- ビジネスクリック（2019年4月 - 、TBS） - 火曜日（月曜日深夜）キャスター[8]

### 映画
- FASHION STORY -Model-（2012年11月17日） - ジュン 役
- 映画 ビリギャル（2015年5月1日） - 岡崎結衣 役
- 好きっていいなよ。（2014年7月12日） -  北川シオリ 役
- 通学シリーズ
  - 通学電車（2015年11月7日） - ナナ 役
  - 通学途中（2015年11月21日） - ナナ 役
- KABUKI DROP（2016年）[9]

### ラジオ
- 世界vision lab（2021年10月3日 - ・TOKYO FM） - パーソナリティ

### CM
- Samantha「Tiara & Samantha Thavasa」（2015年5月 - ）
- GU「style Coordinate」（2015年11月 - ）
- JR西日本「大阪環状線改造プロジェクト」（2016年2月29日）
- UNIQLO「ルームウェア」（2016年10月7日）

### WEB
- ケータイ小説「そして世界は全て変わる」（2012年8月 - ）
- JR西日本 「キュンする323（マイ・フェイバリット関西）」（2016年）[10][注 1]

### ランウェイ
- 神戸コレクション（2013A/W、2015、2016S/S、2016A/W）
- 東京ランウェイ（2013A/W）
- 関西コレクション（2016S/S、2016A/W）
- 東北ドリームコレクション（2015、2016）
- Girls　Award（2016A/W）

## 書籍

### 雑誌連載
- Seventeen（2010年10月号 - 2016年6月号、集英社）専属モデル
- CanCam（2016年4月 - 、小学館）レギュラーモデル[11]

### 写真集
- 「しろといろ」写真集（2016年8月4日、アミューズ）[12]